# Сценографія

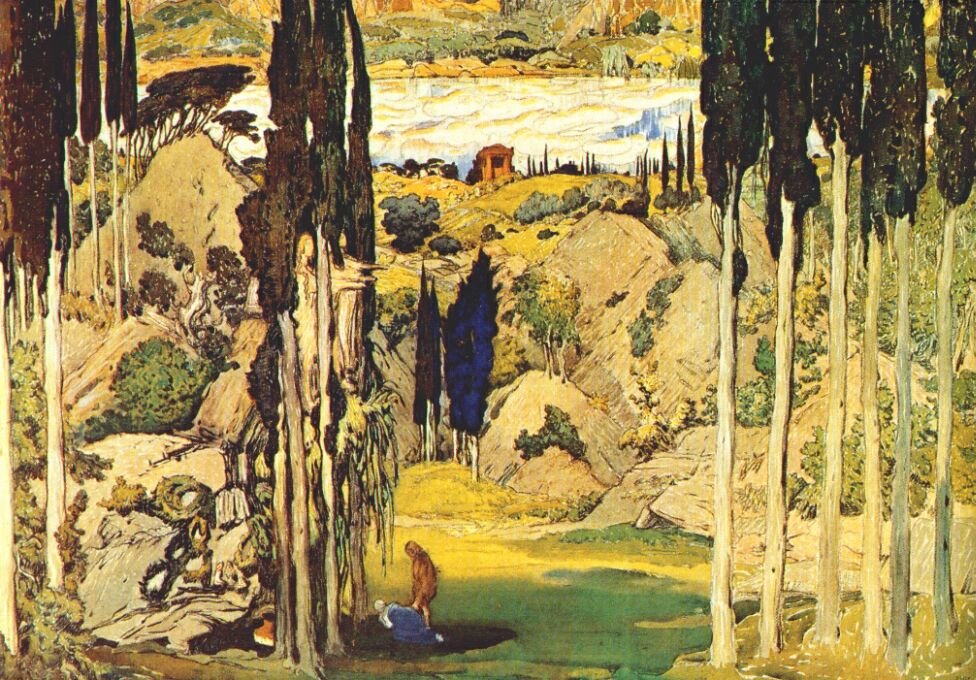
Художник Леон Бакст. «Дафніс і Хлоя», театральна декорація, Париж, Музей декоративного мистецтва

Театрально-декораційне мистецтво, або Сценографія — галузь образотворчого мистецтва, що її завданням є оформлення простору сцени і надання візуальної оправи театральній виставі за допомогою пластично-малярських засобів та світлових ефектів. До сценографії належить також компонування сценічних реквізитів і костюмів.

## Античність і середньовіччя
Елементи театрального мистецтва (костюми, маски та ін.) народжувалися в найдавніших народних обрядах й іграх. У давньогрецькому театрі вже в V ст. до н. е., крім будинку скени, існували об'ємні декорації, які в епоху еллінізму сполучалися з мальованими. Принципи давньогрецького театрального мистецтва були засвоєні в театрі Древнього Рима, де часто застосовувалася завіса.
Існуючий уже за античності принцип симультанної декорації, (розрахованої на одночасний показ всіх місць дії) став характерним для європейського середньовічного театру, де спочатку роль тла при виконанні містерій виконував інтер'єр, а потім — зовнішня стіна церкви. Для середньовічних вистав було створено кілька типів сценічних площадок, статичних або пересувних; поряд з об'ємними декораціями (наприклад, «раєм» у вигляді альтанки або «пеклом» у вигляді пащі дракона) використалися й мальовані декорації (наприклад, зображення зоряного неба). У багатьох країнах середньовічної Азії (у тому числі державах Індокитаю, Китаї і Японії) панували методи умовно-символічного оформлення сцени, згідно з якими окремі деталі лаконічно позначали місце дії.

## Відродження та Просвітництво
У XV — початку XVI ст. в Італії, де до театрального мистецтва зверталися Брунеллескі, Мантенья, Леонардо да Вінчі, Рафаель й ін., складається тип перспективної декорації (Браманте, Б. Перуцці), що зображує вулицю, що йде вдалину, і написаної на полотнах, натягнутих на рами (окремі частини виконувалися з дерева); такі декорації відтворювали одне незмінне місце дії для спектаклів певних жанрів (до середини XVI столітті С. Серліо розробив 3 типи оформлення — для трагедії, комедії й пасторалі).

## В Європі в XVII ст
Західна Європа в XVII ст. пережила справжній театральний бум. Про це свідчить хронологія будівництва і відкриття нових театрів, переважно для оперних вистав.
- 1637 р. — театр Сан Кассіано, Венеція
- 1640 р. — оперний театр Новіссімо, Венеція
- 1667 р. — оперний театр, Дрезден
- 1667 р. — оперний театр, Мюнхен
- 1678 р. — оперний театр, Гамбург
- 1690 р. — оперний театр, Ганновер
- 1693 р. — оперний театр, Лейпциг

Лідером в будівництві театрів, однак, стала Венеція. Впродовж 1680-х рр. тут відкрито дев'ять нових оперних театрів і два драматичних переведені на створення оперних вистав (Сан Моізе та Сан Лука).
Якщо в добу готики центром суспільного життя став міський собор, в 17 столітті цю ролю перебрав на себе сословний театр. Саме театр матиме значний вплив і на мистецтво 18 століття, а захоплення театром сягне у 19-те і наново розквітне в 20 столітті. Більше того, театр 17 — 18 ст., оперний та драматичний, ставав символом перемоги світського мистецтва, світської думки и світської культури над церквою и її вимогами. Все це могутньо впливало на світський характер західноєвропейської культури взагалі, яка поки що компромісно співіснувала з церквою, але посилювала свої позиції з кожним десятиліттям.

## Розквіт сценографії бароко

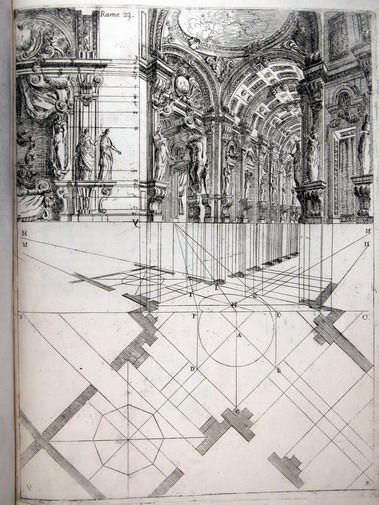
Фердинандо Бібієна. Кутова побудова театральної сцени, гравюра, видання 1711 року.

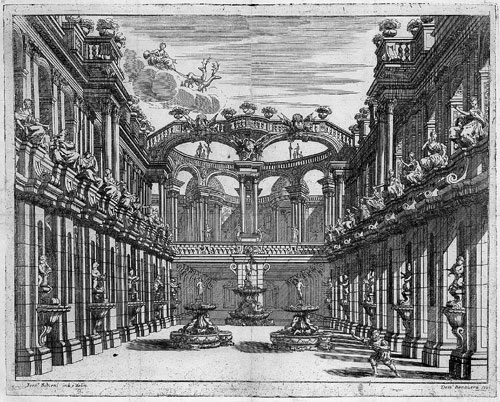
Театральний художник Фердінандо Бібієна, декорація

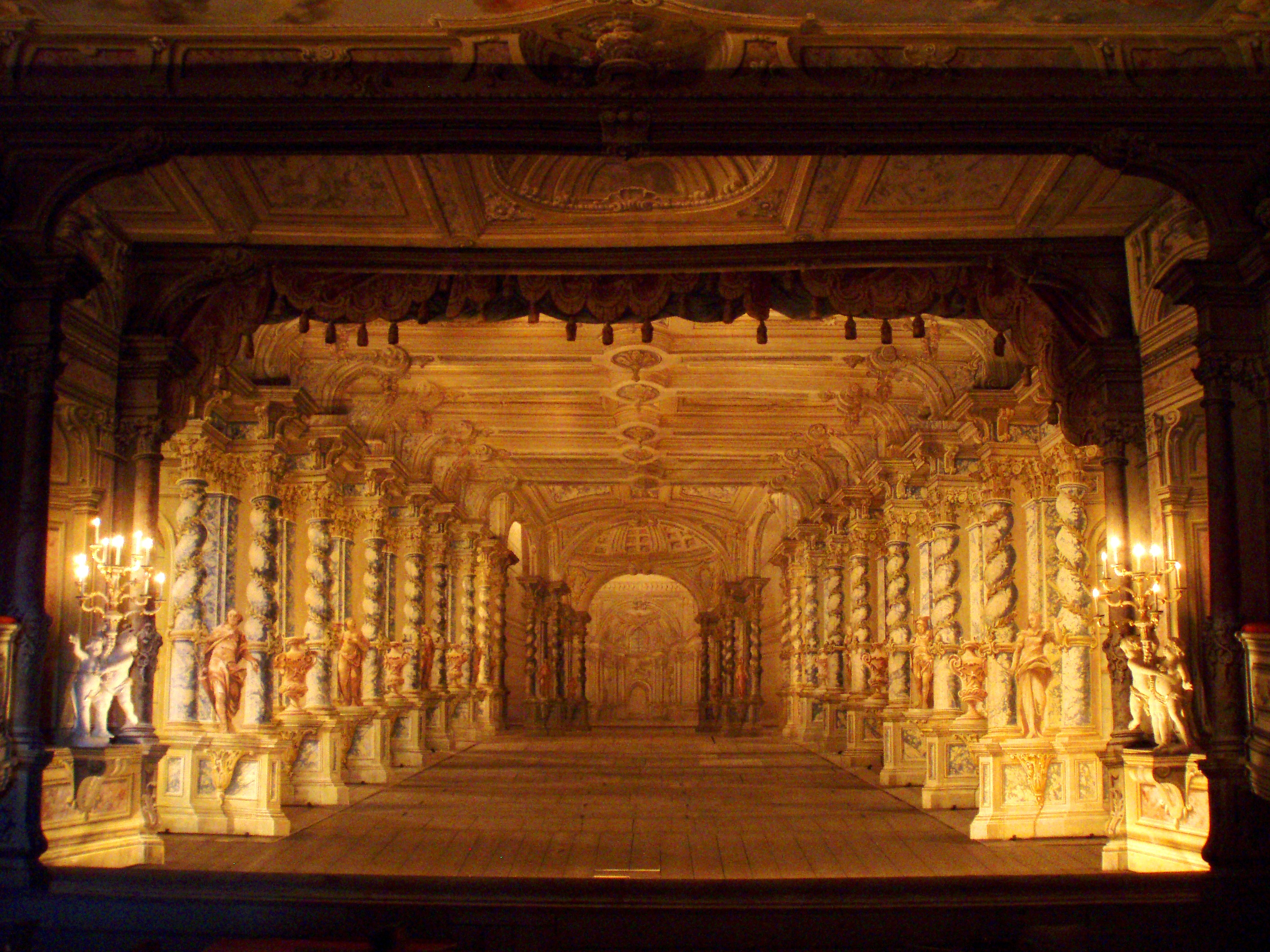
Ческі Крумлов, декор замкового театру доби бароко

Нові оперні вистави автоматично підвищили попит на композиторів та театральних декораторів (сценографів). Зі сценографами було трохи легше — надзвичайно високий рівень художньої освіти надавав можливість багатьом архітекторам (творцям театральних споруд) бути водночас і сценографами (Вінченцо Скамоцці , Джакомо Тореллі, Фердинандо Бібієна та інші). Якщо перші сценографи тяжіли до незмінних архітектурних декорацій, то нове покоління театральних художників, яке працює в умовах швидкої зміни репертуару, починає працювати з мальованими декораціями. В пригоді стає барокова стилістика з її симетрією, пишними формами, далекими перспективами, рясно прикрашеними мальованою архітектурою, скульптурами, рослинами садів бароко. Італія ще зберігала художню ініціативу в 17 столітті, тому саме Італя стала монополісткою в театрально-декораційному мистецтві 17 і 18-го ст.. До створення театральних декорацій тут поставились як до нового різновиду ремесла і виникають родинні династії декораторів (особливо уславилася династія Бібієна, представники якої працювали в багатьох містах Італії та за її межами).
В 17 столітті усе ширше використалися театральні механізми; застосування теларіїв (3-гранних обертових призм, обтягнутих полотном і розписаних) дозволяло здійснювати зміну декорацій на очах у публіки (італієць Н. Саббатіні, німець І. Фуртенбах). Удосконалення систем театрального мистецтва привело до створення лаштунків (італієць Дж. Алеотті) і сцени-коробки, що зберігає пануюче положення і в 20 ст. Із середини 17 століття італійська система кулісно-аркової декорації (Л. О. Бурначіні, Дж. Тореллі) поширилася по всіх країнах Європи. У міських театрах Лондона в епоху Відродження складається особливий тип сценічної площадки зі членуванням на нижні, верхні, задню сцени й видатної в зал для глядачів просценіумом (перспективні декорації італійського типу в Англії ввів І. Джонс у 1-й чверті 17 ст.). У Росії кулісні «рами перспективного листа» були застосовані вперше в 1672 році.
Утримання театрів в Венеції мало свої особливості. Незважаючи на сословний характер атракції, оперні театри були публічні. Володарі театру несли відповідальність тільки за саму споруду. Створення нової оперної вистави цілком лягало на плечі імпресаріо (головного управлінця). Імпресаріо шукав нового лібретіста, композитора, головних виконавців, музикантів, художників-сценографів, костюмерів, відповідав за репетиції. Все це коштувало грошей. Аби якось економити, створювали постійні мальовані декорації, які потім використовували неодноразово. Нові — створювали або після значного пошкодження їх, або після пожеж, що часто траплялися в театрах. Був навіть постійний комплект мальованих декорацій, куди входили -
- площа міста
- вулиця міста
- палацова зала
- сад бароко
- Порт на морі або річці
- печера (або грот)
- тюрма
- фантастичні сходи.

Музичний супровід робив невеличкий інструментальний ансамбль. Оркестр міг дозволити собі лише багатий князь або монарх. Саме для монарших і князівських оркестрів і купували унікальні музичні інструменти уславлених італійських майстрів. Економія на декораціях, музикантах — доводить, що оперна вистава не була значним прибутковим бізнесом, але була справою престижною. А жадібнісь імпресаріо була мішенню для докорів і жартів.
В добу бароко поширюється будівництво театрів в провінціях і садибах магнатів.цікавим зразком був театр в садибі Сапег Ружани, що нині в Білорусі. Один з бокових корпусів садиби віддали під театр, зала якого нагадувала театр Фарнезе у Пармі. Оснащеність механізмами дозволяла тричі міняти декорації за термін вистави.

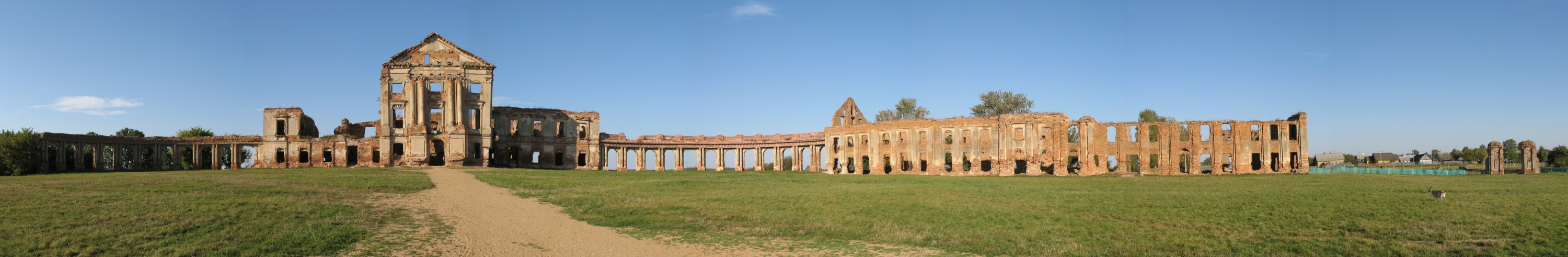
Зруйнований палац в Ружанах, праворуч корпус садибного театру доби бароко

Опис декорацій художника Джакомо Тореллі (1608–1678) до вистави «Притворно божевільна» в Парижі у 1645 р. залишив французький придворний Олів'є Лефевр д'Ормессон:
|  | Перша [сцена] — це три кипарисові алеї надзвичайної довжини; друга — Хіоський порт, де замість Хіосу були представлені Новий міст і площа Дофіна в Парижі; третя — це зображення міста, четверта — палац з величними залами; п'ята — палацовий парк з красивими пілястрами. В усіх цих театральних краєвидах перспектива була створена надзвичайно вдало, і всі ці алеї парку здавались нескінченними, хоча сцена мала всього чотири чи п'ять футів довжини |

Подібними ж були і венеційські постановки сценографа Дж. Тореллі в театрі Новіссімо, що був найпопулярнішим у Венеції середини 17 століття.

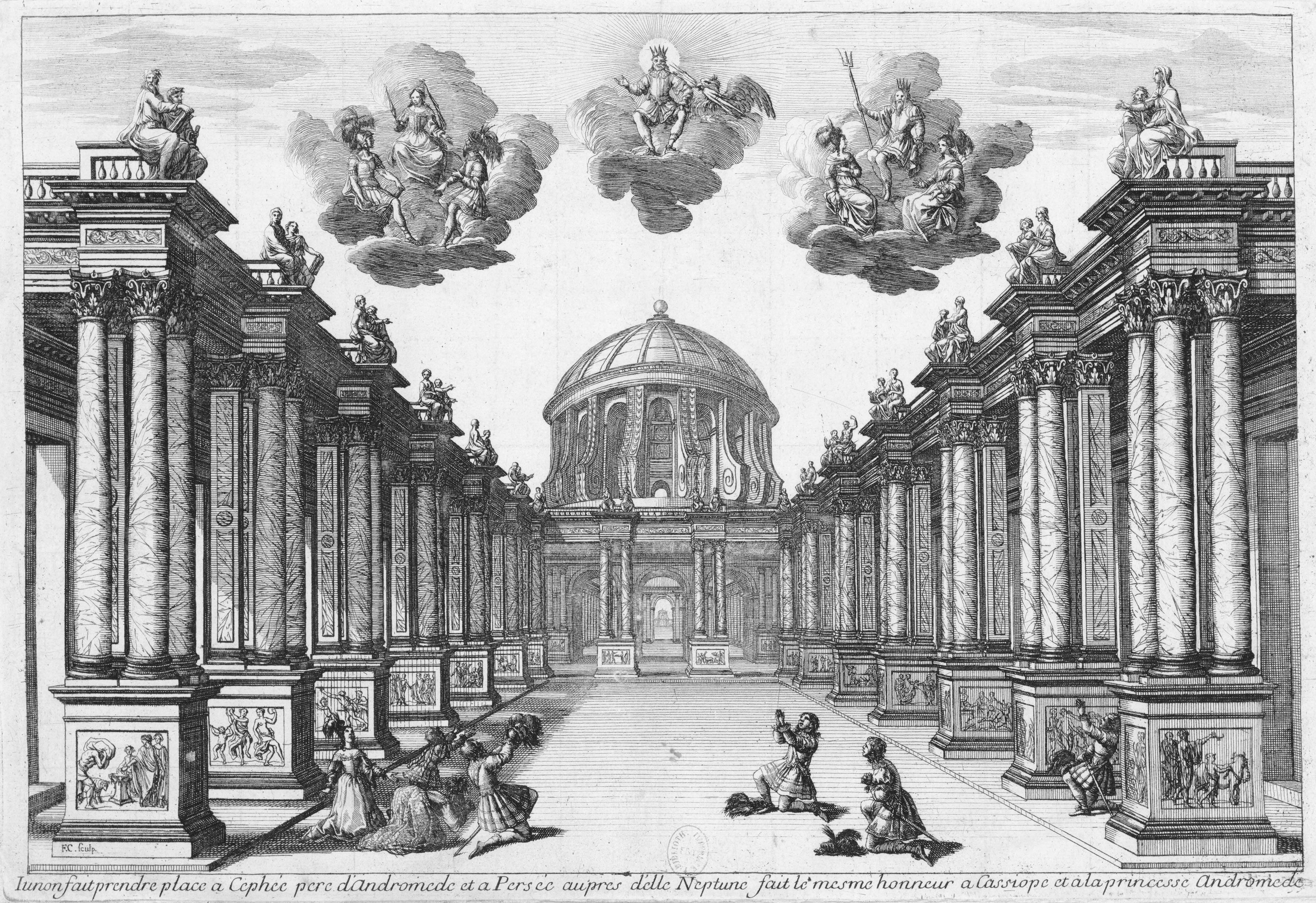
Дж. Тореллі. Театральна декорація до вистави П. Корнеля «Андромеда» в Парижі, 1650 р.

Якщо в столиці не було відповідного таланту, столиця забирала того з провінції. Цей принцип діяв і в 17 столітті.
Сценографи Венеції 1640-х рр., що заклали театральну традицію, не були спочатку венеційцями:
- Джузеппе Алабарді (театр Сан Касьяно) — походив з міста Падуя,
- Альфонсо Кенда (Санті Джованні е Паоло) — з міста Феррара,
- Джованні Бурначіні (Санті Джованні е Паоло) з міста Мантуя,
- Джакомо Тореллі (театр Новіссімо) — з мало відомого Фано.

Суто венеційцями були Франческо Сантуріні та Гаспаре Мауро, що почали свою кар'єру театральних художників в кінці 1650-х рр. Але традиція була закладена провінціалами, а венеційці вже розвивали їх ідеї.

## Еволюція сценографії
Навіть барокова стилістика сценографії починає еволюціонувати. Якщо перші оперні вистави — монументальні, пишні і симетричні, ідуть за малорухомим сценічним сюжетом, то італійці почали насичувати виставу контрастами, рухом, пристрастю в музиці, в сюжетах, в характеристиках сценічних образів, не втрачаючи монументальності. Оперна музика Николо Йоммеллі (1714—1776) вже відрізняється жвавістю, пристрастю, сміливою грою контрастів, яку схвально сприймали сучасники в тій же Німеччині, де він працював більшу частину свого життя. За збільшеним динамізмом оперної дії потяглася не тільки музика, а й театральна декорація, її творці. Чопорну, центрично-симетричну декорацію почала змінювати діагональна. Її запровадив сценограф Андреа Поццо, а дав яскраві зразки і підніс до довершеності — Фердинандо Бібієна.

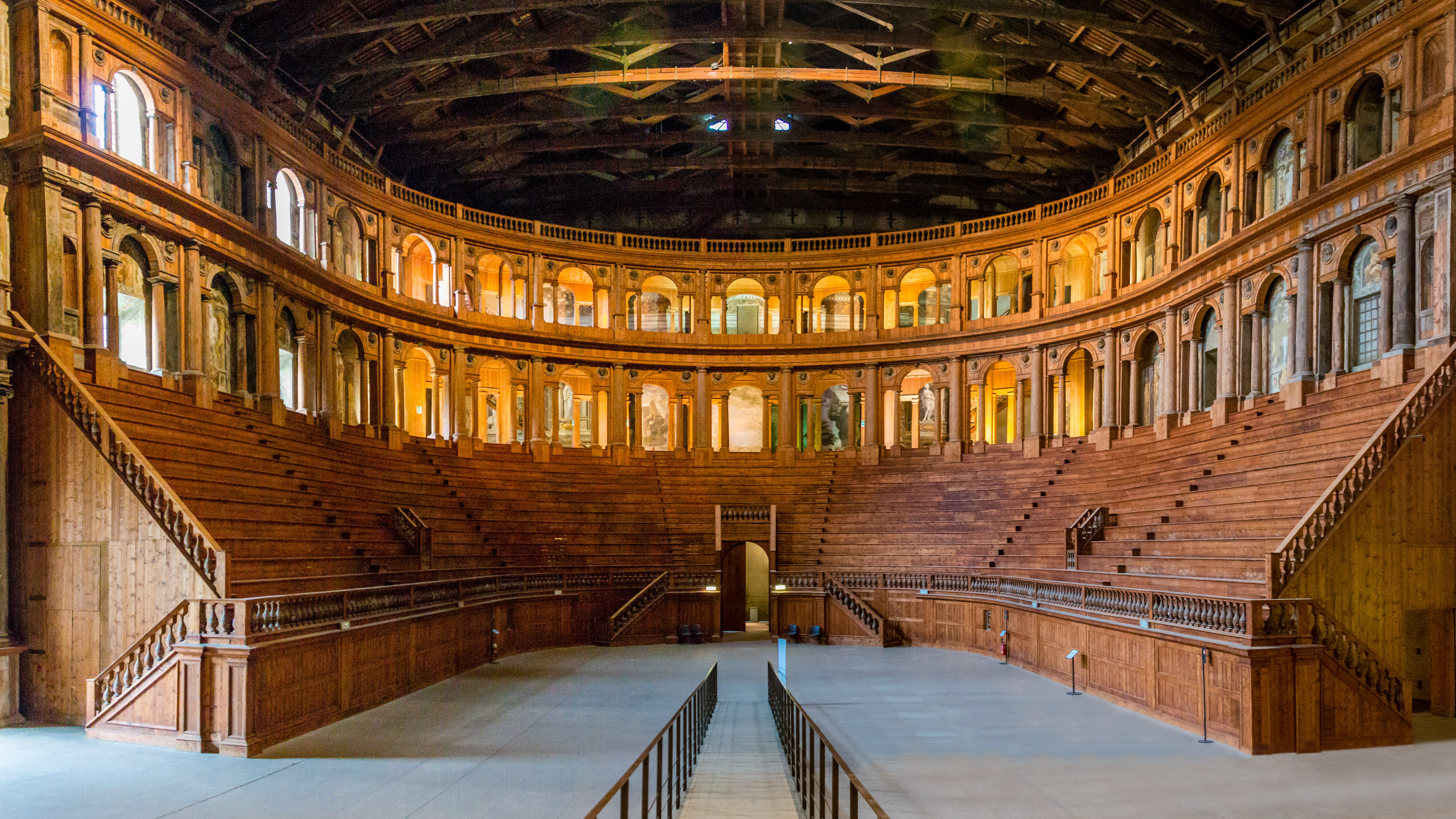
Театр Фарнезе в місті Парма, інтер'єр
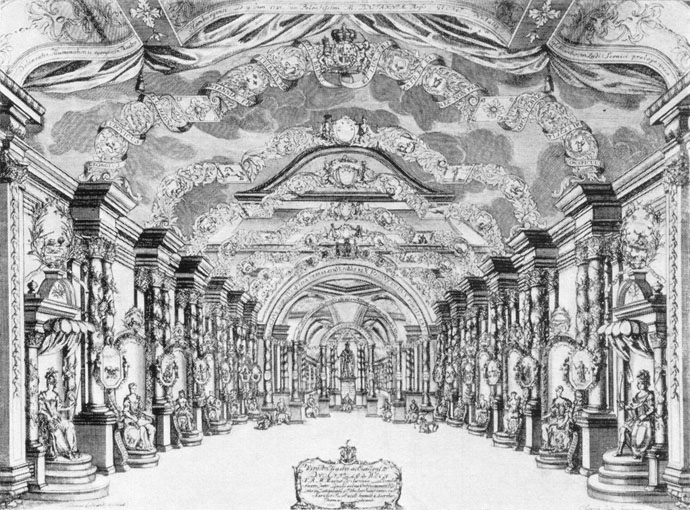
Декорація Оперного театру Гамбурга з нагоди дня народження короля Георга І, 1727 р.
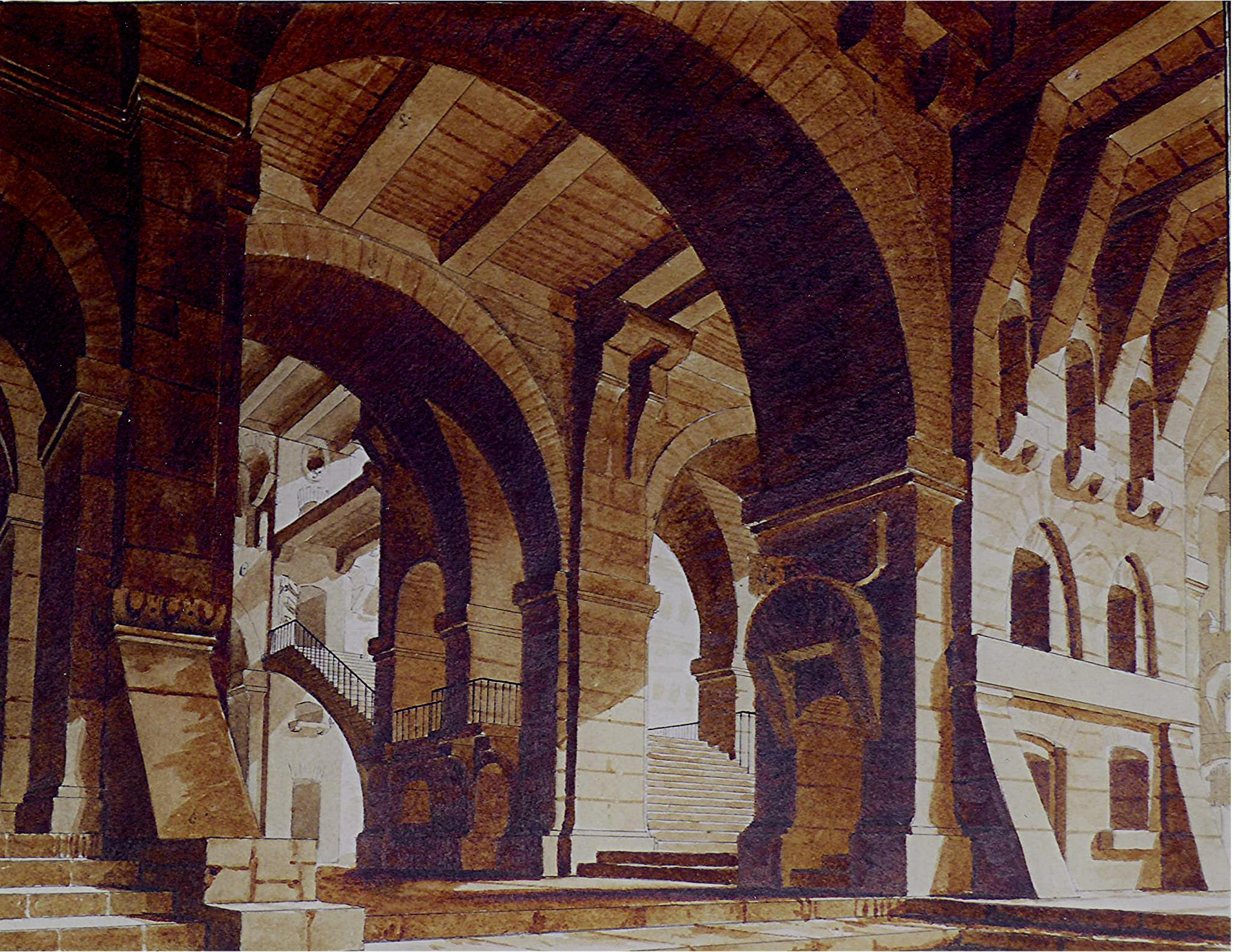
Зразок декорації за офортом Піранезі
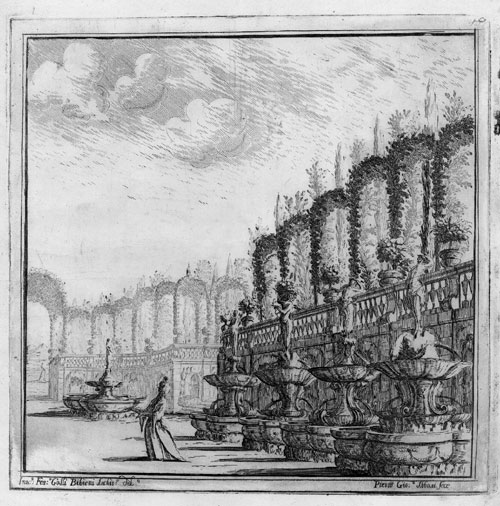
Фердінандо Бібієна,декорація Сад бароко

Нові процеси і зміни в театральному середовищі уважно спостерігають і аналізують. Єзуїт Франциск Ланг пише «Дисертацію про сценічну дію», надруковану у 1722 р. Сам Фердинандо Бібієна оприлюднює свій трактат «Архітектура і перспектива», де наголос поставлено на створенні діагональних театральних декорацій. Набув популярності і трактат Артеаги «Удосконалення музичного (тобто оперного) театру в Італії», де автор схвально аналізує діагональні театральні декорації Бібієни (1785 р.)

## Епоха класицизму
В епоху класицизму драматургічний канон єдності місця й часу дії сприяв пануванню незмінюваної декорації (тронний зал, вестибюль палацу в трагедії, міська площа, кімната — у комедії), тому все багатство декораційно-постановочних ефектів зосередилося в оперно-балетному жанрі. Італійські майстри (А. Поццо, художники із сімейства Галлі-Біббіена) порушили симетрію декорацій 17 ст., увели кутову перспективу, підсиливши засобами живопису ілюзію глибини; домагаючись більшої масштабності шляхом зображення окремих архітектурних частин замість цілого будинку, вони форсували контрасти світла й тіні. В епоху Просвітництва майстри театрального мистецтва зверталися до героїчних образів античності (Французи Дж. Н. Сервандоні, Г. Дюмон, П. А. Брюнетті). Наприкінці 18 століття, у зв'язку з розвитком драми, з'явилися декораційні павільйони. У театральному мистецтві Російської імперії 18 ст. до оформлення спектаклів залучалися іноземні майстри — Дж. Валеріані й П. Ді Г. Гонзаго й ін. В 2-й половині 18 столітті висунулися талановиті російські декоратори, більшість із яких були кріпаками, — брати Бєльські, И. Я. Вишняков, І. Фірсов й ін.
В 17-18 ст. у країнах Азії криза феодальної ідеології призвела і до нововведень у театральному мистецтві. У Японії в 18 ст. споруджувалися будинки для театрів Кабукі, сцена яких мала просценіум, горизонтально розсувну завісу, проходячі крізь залу помости «ханаміті» («дороги квітів»); в 1758 тут була уведена обертова сцена. Середньовічні традиції аж до 20 ст. збереглися в багатьох театрах Індії, Індонезії, країн Індокитаю, де оформлення обмежується головним чином костюмами, масками й гримами.

## XIX століття
Велика французька революція зробила значний вплив на театральне мистецтво. На сценах паризьких «театрів бульварів» високе мистецтво театральних машиністів дозволяло відтворювати сцени аварій корабля, пожеж і т. д.; поширилися так називані пратикабли (об'ємні деталі оформлення, що зображували скелі, мости й т.д.). В 1-й чверті 19 ст. Л. Ж. М. Дагер у Франції, Ч. Баркер у Великій Британії демонстрували панорами й діорами в сполученні з нововведеннями газового освітлення (уводиться в 1820-і рр.). Представники романтизму висунули вимогу історично конкретної характеристики місця дії (цьому відповідали театральні роботи французів Е. Делакруа, П. Делароша, Ж. Б. Ізабе й ін.). Декоратори й режисери П. Сисері, Ш. Сешан й Е. Деплешен у Франції, Ф. фон Дингельштедт у Німеччині створювали спектаклі зі складними багатокартинними декораціями й пишними костюмами, сполучаючи історичну точність із ефектною красивістю. Ускладнення постановочної техніки змусило застосовувати завісу в перервах між актами (уперше — в 1829 на сцені паризької «Гранд-Опера», а в 1849 тут же — електричне освітлення). У Росії з 1830-х роках главою школи «офіційного романтизму» був А. А. Роллер. Розроблена ним техніка постановочних ефектів розвивалася К. Ф. Вальцем, А. Ф. Гельцером й ін.
Величезний вплив на театральне мистецтво 1870-80-х роках зробила діяльність Мейнингенського театру, режисери якого, прагнучи перебороти традиції італійської кулісно-аркової системи, надавали сценічному рельєфу різноманіття, удосталь застосовуючи пратикабли й різні архітектурні форми. В образотворчих рішеннях мейнингенцев позначився вплив німецького історичного живопису 19 столітті (П. фон Корнеліуса, В. Каульбаха й ін.).
У кінці 1870-х роках із критикою ідеалізованих, самоцільно-феєричних декорацій виступив Е. Золя, що закликав до «точного відтворення соціального середовища» (його послідовниками в сценічному натуралізмі були режисери А. Антуан у Франції й О. Брам у Німеччині). Боротьбу з натуралізмом очолив театр французького символізму (художники М. Дені, П. Серюзьє, Анрі Тулуз-Лотрек, Е. Вюйяр, що об'єдналися навколо режисерів П. Фора і О. М. Люнье-По й створили спрощені, вишукано-стилізовані декорації, за образним строєм близькі мистецтву «модерну»).
Остання чверть 19 століття — епоха розквіту російського Театрально-сценічного мистецтва В. Д. Полєнов, В. М. Васнецов, К. А. Коровин, В. А. Сєров, М. А. Врубель затверджували в театрально-сценічному мистецтві принципи цілісного поетичного трактування спектаклю, використовуючи композиційні прийоми станкового живопису. Величезний вплив на світове театрально-сценічне мистецтво зробила реалістична реформа Московського Художнього академічного театру (індивідуалізоване оформлення кожної постановки, психологічна «життєвість» обстановки, розширення планувальних можливостей й органічний їхній зв'язок із грою актора). Висока мальовнича культура, найтонше вміння передати стиль і характер мистецтва різних епох були властиві майстрам Т.-буд. й., що належали до гурту «Мир мистецтва» (А. Н. Бенуа, Л. С. Бакст, М. В. Добужинський, Н. К. Рерих й ін.); беручи участь в організовані С. П. Дягілєвим гастролях російської опери й балету в Парижу (так називані Росіяни сезони за кордоном, з 1907), ці майстри вивели російське театральне мистецтво на світову арену.

## ХХ століття
Режисери А. Аппіа у Швейцарії й Г. Крег у Великій Британії висунули на початку 20 столітті ідею «філософського театру» з абстрагованими позачасовими декораціями, у яких видозміна монументальних стереометричних форм (куби, площадки, щаблі) досягалося б світлом (принципами «філософського театру» керувалися польський письменник, художник і декоратор С. Виспянський, німецький режисер Г. Фукс). Німецький режисер М. Рейнхардт разом з художниками (Е. Мунк, Е. Орлик, Е. Стерн й ін.) розробив різноманітні прийоми оформлення: від майже ілюзіоністичних об'ємних декорацій, що трансформують за допомогою обертового сценічного кола (уведений в 1896), до узагальнених нерухомих установок, від оформлення «у сукнах» до грандіозних масових видовищ на арені цирку. У Росії В. Е. Мейєрхольд, розробляючи принципи «умовного театру», увів (разом з художниками Головіним і Н. Н. Сапуновим) прийоми художньої стилізації, що вплинули на становлення сценічного конструктивізму.
В 1910-х роках у театрально-сценічному мистецтві проникнули прийоми кубізму й футуризму (А. А. Екстер, А. А. Веснін у Росії, роботи П. Пікассо, А. Матісса, Ж. Брака для Російських сезонів за кордоном), що затверджували самоцінну «театральність», «диктаторську» роль художника в театрі, що обмежували волю акторської гри. В 1920-х роках у Театрально-сценічне мистецтво(особливо в Німеччині) активно виявилися тенденції експресіонізму; зрушення й скоси площин, що кричать контрасти світлотіні, деформації зображуваних предметів створювали мир хворобливих бачень. Намагаючись відтворити на сцені «динамізм» сучасного міста, багато майстрів станкового живопису, що зверталися до Театрально-сценічного мистецтва (Дж. Северіні, Е. Прамполіні в Італії, Ф. Леже у Франції), нерідко замикалися в колі самодостатніх експериментів.
У цілому в театрально-сценічне мистецтво 20 століття надзвичайно збагатилася сценічна техніка: використаються синтетичні матеріали, люмінесцентні фарби, колажі, фото- і кінопроєкції, системи дзеркал, складні світлові партитури й т.д.. В 1960-их роках велика увага майже повсюдно приділялася «позасценічній» декорації, сцені-арені (у СРСР розроблялися ще з кінця 1920-х років Мейєрхольдом і Н. П. Охлопковим). 1970-і роки характеризуються усе більш інтенсивним застосуванням мотивів, навіяних народним мистецтвом (обрядових масок-гримів, костюмів маріонеток, ляльок, що іноді досягають гігантських розмірів і декорації, що стають органічною частиною). Серед найбільших майстрів західноєвропейського театрально-сценічного мистецтва 20 столітті — Д. Даміані, Дж. де Кіріко, В. Колоссанті, Е. Лузатті в Італії; Р. Алліо, К. Берар, Е. Бертен, М. Детома, М. Кассандр, П. Колін, Ж. Д. Малькле, Т. Ноель, М. Рафаеллі у Франції; С. Бітон, П. Годвін, О. Массель у Великій Британії; Б. Аронсон, М. Горелик, Дж. Мілцінер, Д. Онслагер, С. Федорович у США; Кісаку Іто, Такада Ісіро, Канаморі Каору в Японії.

## Зразки декорацій митців Росії

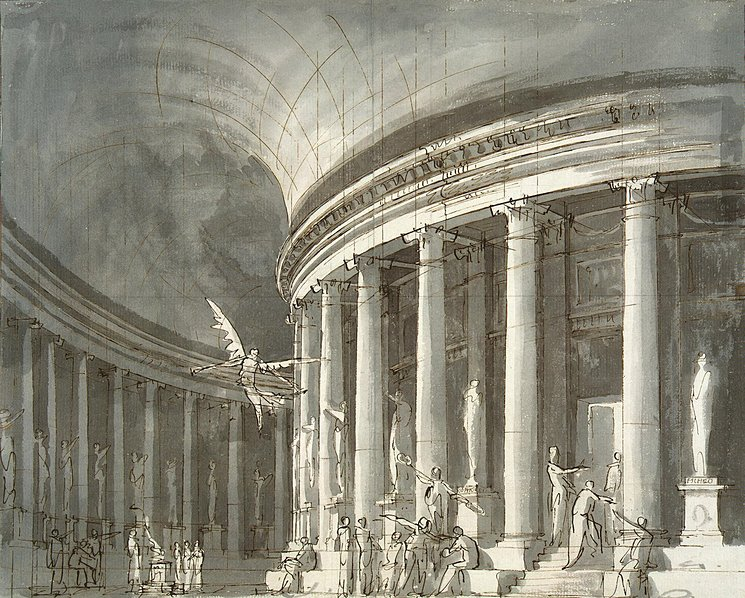
П'єтро Гонзага. Ескіз декорації «Ротонда»
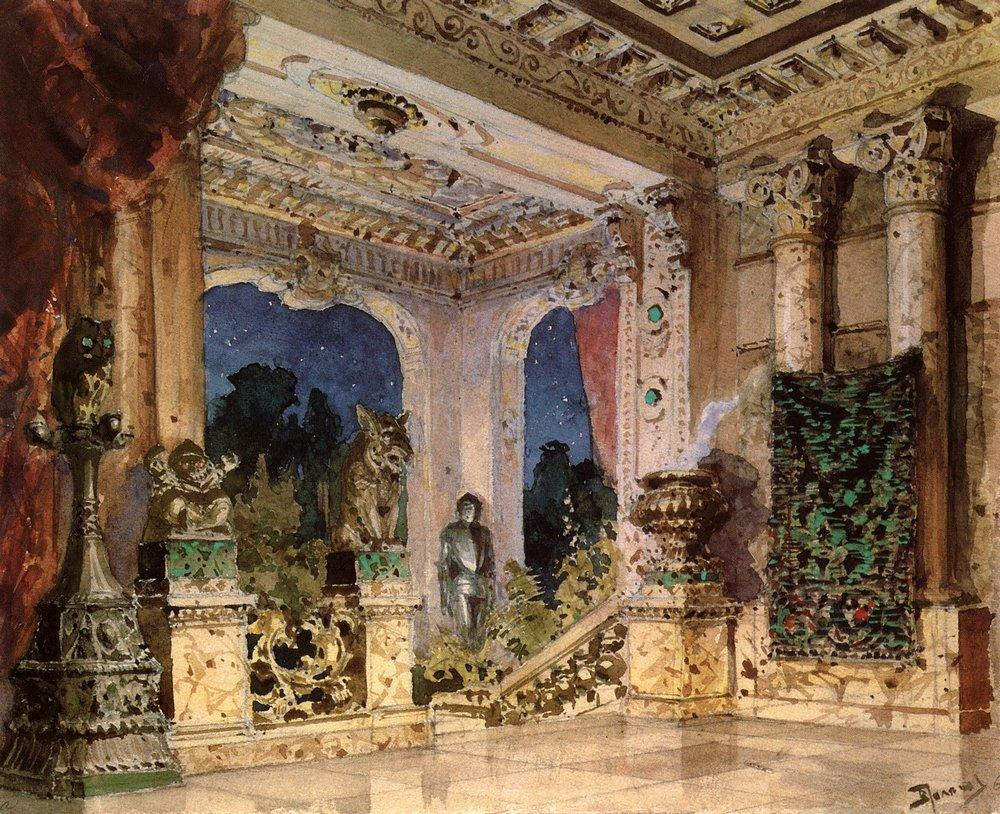
Худ. В. Полєнов. «Зала зачарованого замку», театральна декорація.
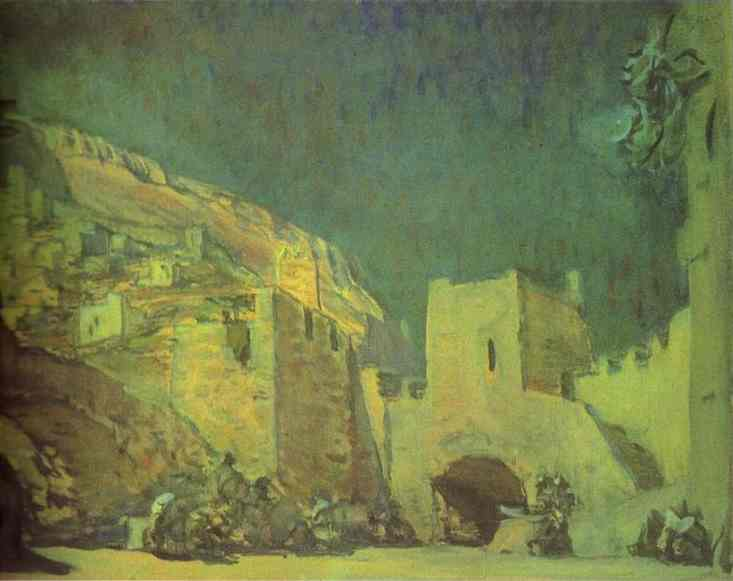
Сєров Валентин Олександрович, ескіз декорації до опери «Юдиф»
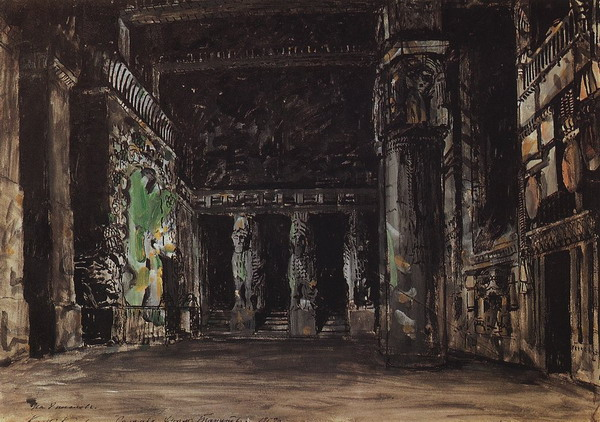
К. Коровін, «Храм Таніт», декорація до балету Арендса «Саламбо»
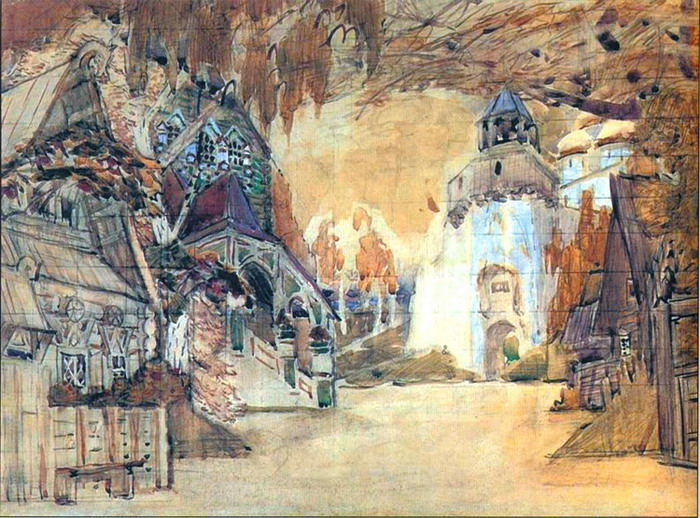
Врубель М. О. «Олександрівська слобода», декорація до опери «Царська наречена», 1899 рік.
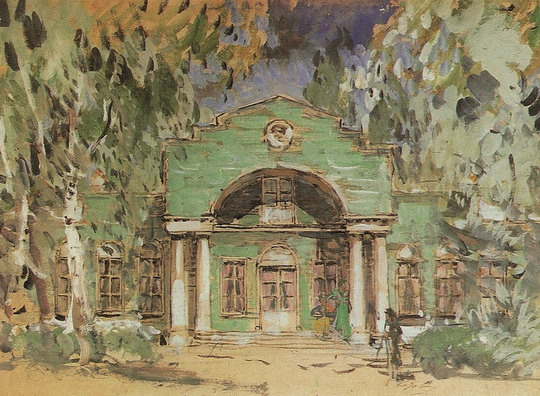
К. Коровін,«Садиба Лариних».  Декорація до опери П. Чайковського «Євген Онєгін»
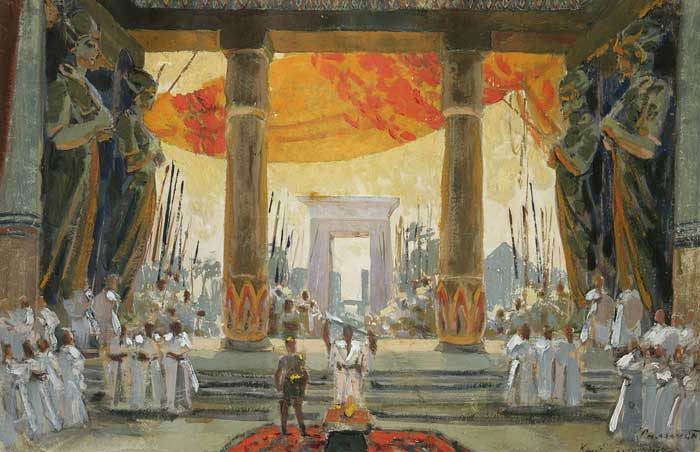
К. Коровін, декорація до балету Арендса «Саламбо», 1910 р.
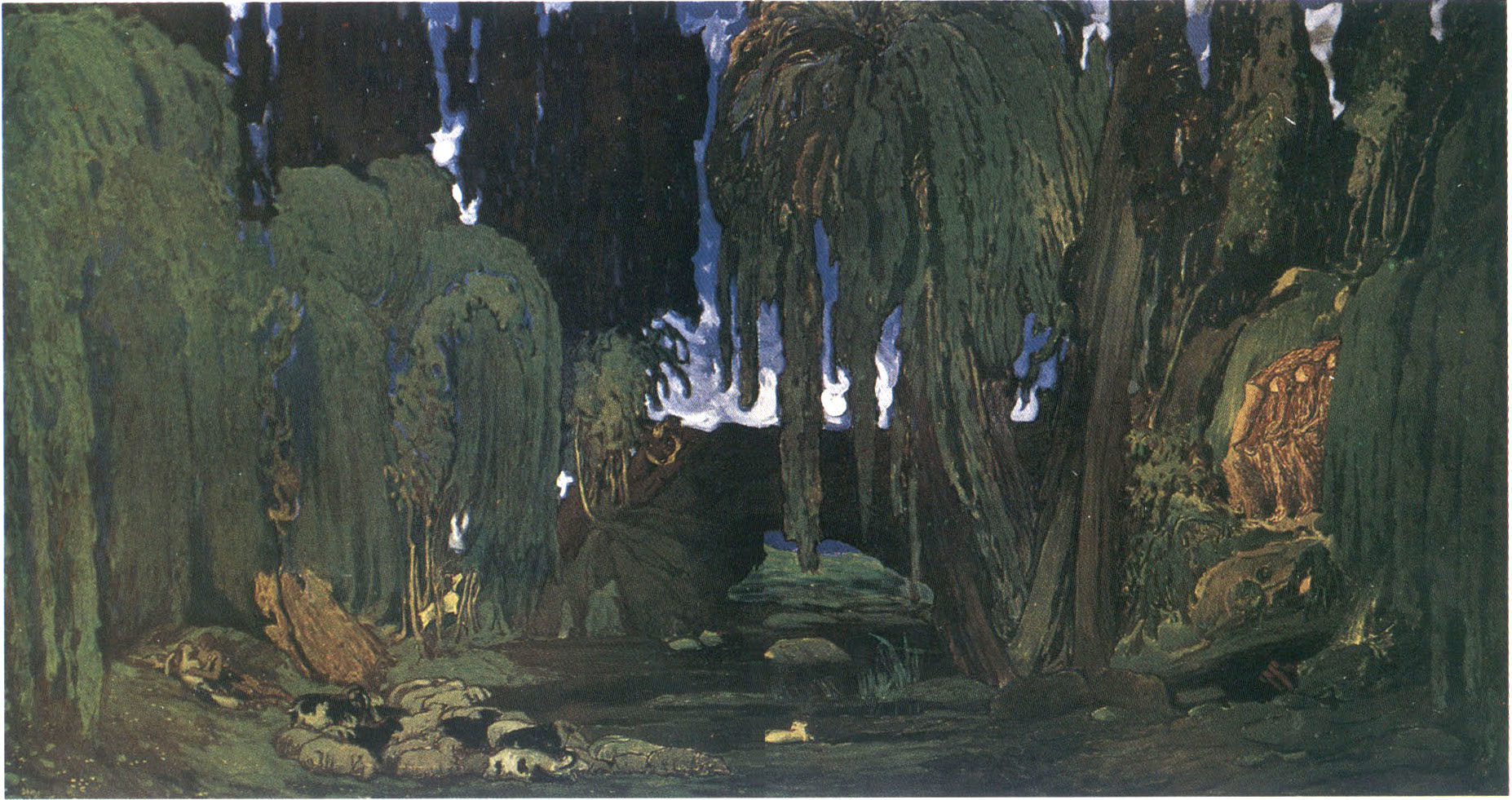
Леон Бакст, декорація до балета Н. Н. Черепніна «Нарцис», 1911 р.

## Сценографія в Україні

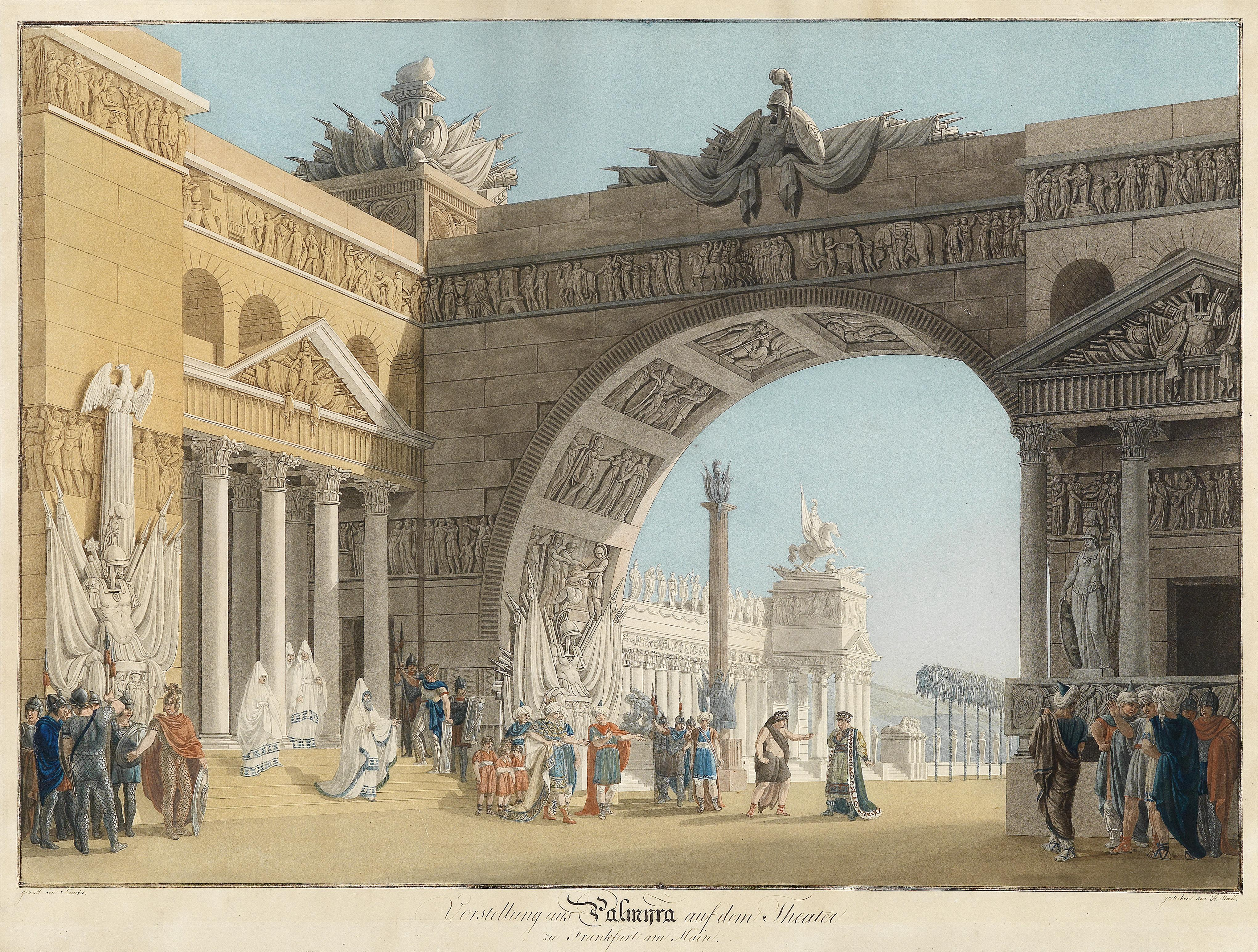
Худ. Антон Радл, театральна декорація в стилі ампір, опера Антоніо Сальєрі"Пальміра", до 1852 р.

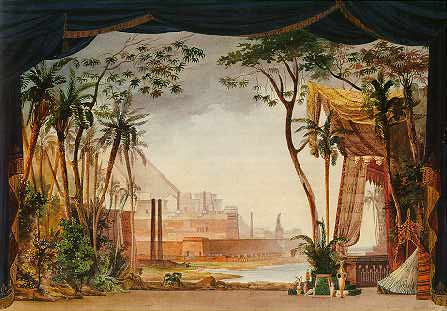
Декорація, опера «Мойсей і фараон», 1827 р.

В Україні театрально-декораційне мистецтво зародилося у вертепному і шкільному театрі (симультанна сцена і сцена-естрада, лаштунки, костюми та реквізити), розвинулося у придворному і домашньому театрі кінця 18 — початку 19 століття і перейшло до аматорських і професіональних пересувних театрів, що послуговувалися однаковими декораціями для різних п'єс. У театрі товариства «Руська Бесіда» (з 1864) у Львові вже працювали декоратори-фахівці. Чужинці з Львівського міського театру й українські мистці (К. Устиянович, Т. Томасевич, Л. Горбачевський) та митці-актори (К. Плошевський, П. Дяків, Л. Боровик). Вагу сценічного оформлення як активного компоненту театру розуміли М. Старицький (декорації в його театрі виготовляли під наглядом Ф. Вовка) і М. Кропивницький, який сам робив декорації (зокрема до «Енеїди» І. Котляревського). У першому українському постійному театрі М. Садовського в Києві (1907 — 1919) були декораторами В. Кричевський старший та І. Бурячок (вони дали початок тривимірній декорації), згодом П. Дяків.
За роки революції українські декоратори (М. Бурачек, І. Кавалерідзе, К. Єлева та ін.) працювали у масово-агітаційному театрі, оформлювали інсценізації, театралізовані видовища на вулицях і майданах, концерти-мітинги, військові театри та вагони агітпоїздів. Талант А. Петрицького як декоратора виявився у «Молодому Театрі» Л. Курбаса («Етюди» О. Олеся, «Цар Едіп» Софокла, «Кандіда» Б. Шоу, «Горе брехунові» Ф. Ґрільпарцера, «Затоплений дзвін» Г. Гауптмана, «Український Вертеп», «Коза-дереза» та ін.).
У 1920 — на початку 30-х років характеристична була умовна конструкція й увага до костюму як дійового фактора театру в «Березолі», в його макетній майстерні під керівництвом В. Меллера і в його учнів (Д. Власюк, Є. Товбін, В. Шкляєв, І. Крига, М. Симашкевич та ін.). Типові у цьому стилі вистави в оформленні В. Меллера: «Рур», «Газ» Г. Кайзера, «Джиммі Хіггінс» Е. Сінклера (1923), «Машиноборці» за Е. Толлером (1924) та ін. Найгострішого вияву умовності досягнуто у виставі «Гайдамаки» за Т. Шевченком (1924).
На конструктивістичних позиціях стояли майже всі декоратори театрів УРСР, зокрема М. Маткович, Ю. Павлович, М. Мюллер (Одеська Укрдрама), Г. Цапок (Театр ім. І. Франка в Києві), К. Єлева (Театр ім. Михайличенка), Б. Косарів (Харківський Червонозав. Театр), М. Невідомський (Перший Державний Театр ім. Т. Шевченка) та ін. Поряд конструктивізму мистці-декоратори часто стилізували вистави під народний лубок, дитячий рисунок (Л. Кліщеєв «Наталка Полтавка» в Театрі ім. Т. Шевченка, що базувався в Полтаві). Декораторами в оперних театрах Києва, Харкова, Одеси 1920 — 30-х pp. працювали А. Петрицький, О. Хвостенко-Хвостов, І. Курочка-Армашевський та ін. Вони, за визначенням А. Петрицького, створювали «кольорову партитуру» музичного театру; у мистецтві оформленні опер (зокрема «Сорочинський ярмарок», «Тарас Бульба», «Князь Ігор», «Золотий обруч»), використовуючи суворі умовні конструктивні форми архітектури, підкреслювали монументальну велич вистав; удавалися до візантійно-українського стилю і лубка, стриманість колориту декорацій поєднували з барвистістю та вірністю костюмів, використовували освітлення як активний декораційний засіб тощо.
З кінця 1930-х років у сценогоафії запанував соцреалізм і конструктивізм, умовність надовго зникли з оформлення української сцени, відбулося повернення до декорацій 19 століття. Побіч старих майстрів прийшли до праці в театрі випускники театральнодекоративних відділів Харківського (А. Волненко, В. Греченко, Г. Нестеровська, Д. Овчаренко, О. Плаксій, Леонід Писаренко) і Київського (В. Борисовець, П. Злочевський, В. Московченко, Ф. Нірод, Ю. Стефанчук, М. Уманський) художніх інститутів.
Найкращі оформлення того часу: Ф. Нірода в Театрі ім. М. Заньковецької в Запоріжжі («Урієль Акоста» К. Ґуцкова, «Украдене щастя» І. Франка), Ю. Стефанчука («Пошились у дурні» М. Кропивницького) у Львівському ТЮГ, Д. Нарбута («Сорочинський ярмарок» за М. Гоголем) у Музично-драматичному театрі в Черкасах, А. Петрицького («Калиновий гай» О. Корнійчука) в Театрі ім. І. Франка в Києві.
Наприкінці 1950-х років театрально-декораційне мистецтво дещо відродилося. Театральна декорація звільняється від станковізму й набирає рис сценічности, умовності і лаконізму, до театру повертається конструктивізм (В. Меллер «Король Лір», Ф. Нірод «Свіччине весілля» — обидва в Київському Театрі ім. І. Франка, 1959). Найяскравішими представниками умовної лаконічної декорації стали молоді декоратори: Г. Батій («Фараони» О. Коломійця, 1962) у Харківському Театрі ім. Т. Шевченка, М. Кипріян («Фавст і смерть» О. Левади, 1960, «Гайдамаки» за Т. Шевченком, 1964; «Король Лір» В. Шекспіра, 1969) у Львівському Театрі ім. М. Заньковецької. Інші цікавіші оформлення: Г. Нестеровської («Фортуна» М. Зарудного, 1964); Л. Писаренка («Де тирса шуміла» А. Шияна, 1963); Д. Лідера («Ярослав Мудрий» І. Кочерги, 1970) в Театрі ім. І. Франка в Києві; В. Борисовця («На грані ночі» Р. Іваничука і Б. Анткова, 1964) в Театрі ім. М. Заньковецької у Львові.
В оперних театрах України з середини 1950-х років помітна тенденція розірвати з помпезністю старого декоративного стилю. Найкращі оформлення оперних і балетних вистав характеризуються намаганням проникнути у музичну драматургію твору та образотворчими засобами розкрити музичну тканину партитури й передати її фактуру. Найкращі оформлення: у Київській опері А. Петрицького («Тарас Бульба» М. Лисенка, 1955), А. Волненка («Катерина» М. Аркаса, 1957; балети «Лісова пісня» М. Скорульського і «Тіні забутих предків» В. Кирейка, *1963), Л. Писаренка та Г. Нестеровської («Енеїда» М. Лисенка, 1958), Ф. Нірода («Арсенал» Г. Майбороди, 1960); в Харківській опері — Д. Овчаренка («В бурю» Т. Хреннікова, 1959): в Одеській — П.Злочевського («Дон Карлос» Дж. Верді, 1962), О. Зосимович (балет «Пер Гюнт» Е. Гріга, 1959); Львівській — Лисик Є. Лисика (зокрема балети «Досвітні вогні» В. Кирейка, Л. Дичко, М. Скорика, 1967; «Спартак» А. Хачатуряна, 1966, та ін.). Починаючи з театру Л. Курбаса 1920-х pp., з перервами за погрому української культури, декоратори здобували в театрі рівноправне місце з режисерами. З ініціативи Л. Курбаса створена 1923 — 1926 роках музейна комісія збирала й упорядковувала матеріали; вони, передані АН УРСР, стали базою Державного Музею Театрального, Музичного і Кіномистецтва УРСР.
Визначнішим декоратором театрів Галичини 1920 — 1930-х років був Л. Боровик, що з театру товариства «Руської Бесіди» (згодом «Української Бесіди») перейшов до Й. Стадника, а далі до театру «Заграва» БВ. Блавацького («Слово о полку Ігореві», «Дума про козака Мамая») та І. Котляревського. Він застосовував об'ємні декорації, сукна, рухомі станки, транспаранти і кінопроєкцію. У театрі під управою О. Загарова у Львові (1920 — 25) працював М. Кричевський. 1941 — 45 у Львівському Оперному Театрі драму, оперу, балет й оперету оформлював М. Радиш, а в театральній виробні декорацій працювали ще О. Климко та М. Дмитренко.
У діючих на еміграції театральних трупах 1945 — 1949 років працювали мистці-декоратори: у Німеччині (Аугсбург-Регенсбург) в Ансамблі Українських акторів В. Блавацького — М. Радиш і В. Клех; у театрі у Берхтесгадені — О. Булавицький, в Австрії у Театрі-Студії Й. Гірняка — В. Пальчевський, Є. Блакитний (з 1949 і в США), Ф. Позняків, М. Чолган; у Зальцбурзі в Українському національному театрі — Л. Перфецький, В. Гай. З 1950-х роках у США в Театрі в п'ятницю — Н. Климовська, О. Слупчинський, О. Гранат, В. Бачинський; у Торонто (Канада) в театрі «Заграва» з 1953 О. Теліжин.
Українські митці-декоратори працювали також на чужих сценах: у Відні Т. Яхимович був декоратором Надвірної опери (1836 — 76); у різних театрах Праги і Парижу — М. Андрієнко-Нечитайло (з 1924 в театрах «Odeon» і «Arc en Ciel»); В. Перебийте у Кракові (з 1922 театр «Bagatela») і в Парижі (1926 — 30); М. Кричевський тут же у «Theatre des Arts» (1939) і «Theatre Hebertot» (1942); у Буенос-Айресі (Аргентина) в Національному театрі — О. Климко та ін.